# Dark Funeral
Dark Funeral – szwedzka grupa muzyczna wykonująca black metal. Zespół został założony w 1993 roku w Sztokholmie. Do 2009 roku grupa wydała sześć albumów studyjnych niejednoznacznie ocenianych zarówno przez krytyków muzycznych, jak i publiczność. Zespołowi przewodzi gitarzysta Micke „Lord Ahriman” Svanberg, który pozostaje jedynym członkiem oryginalnego składu.

## Historia
Zespół został założony w 1993 roku w Sztokholmie z inicjatywy gitarzystów Davida „Blackmoon” Parlanda oraz Mickea „Lorda Ahrimana” Svanberga. Skład uzupełnił perkusista Draugen oraz wokalista i basista Paul „Themgoroth” Mäkitalo. Debiutanckie wydawnictwo formacji pt. Dark Funeral ukazało się rok później. Materiał został zarejestrowane w należącym do Dana Swanö Uni-Sound Studio. Pierwszy koncert zespołu odbył się 4 maja 1994 roku w Luse Lottes Pub w Oslo w Norwegii. Po nagraniach debiutu funkcję perkusisty objął Peter „Equimanthorn” Eklund. W 1995 roku muzycy podpisali kontrakt z wytwórnią muzyczną No Fashion Records oraz rozpoczęli prace nad pełnowymiarowym albumem. Grupa początkowo podjęła się realizacji nagrań w Uni-Sound Studio, jednakże ostatecznie nagrania zostały zarejestrowane ponownie w Abyss Studio we współpracy z Peterem Tägtgrenem. Wydawnictwo zatytułowane The Secrets of the Black Arts ukazało się 28 stycznia 1996 roku. W ramach promocji do utworu tytułowego został zrealizowany teledysk. Również w 1996 roku Paula „Themgorotha” Mäkitalo zastąpił Emperor Magus Caligula znany z występów w grupie Hypocrisy. Wkrótce potem z zespołu odszedł także Draugen, którego obowiązki objął Tomas „Alzazmon” Asklund oraz David „Blackmoon” Parland na rzecz grupy War, którą powołał rok później. W międzyczasie formacja dała szereg koncertów w Europie w ramach Satanic War Tour.
W 1997 roku odbyła się druga część Satanic War Tour wraz z grupami z Ancient oraz Bal-Sagoth. Następnie zespół dał pierwszy koncert w Stanach Zjednoczonych w ramach Expo Of The Extreme Festival w Chicago. Wkrótce potem muzycy odbyli trasę The American Satanic Crusade Tour wraz z Usurper w roli supportu. W 1998 formacja dała szereg koncertów w ramach The Ineffable Kings Of Darkness Tour. 27 kwietnia tego samego roku ukazał się drugi album Dark Funeral pt. Vobiscum Satanas. Następnie ze składu został usunięty Henrik „Typhos” Ekeroth, którego obowiązki objął Matti „Dominion” Mäkelä. Wkrótce skład opuścił także Tomas „Alzazmon” Asklund, którego zastąpił Robert „Gaahnfaust” Lundin. W 1999 roku zespół ponownie udał się do Ameryki Północnej gdzie zagrał krótką trasę koncertową Black Plague Across The West. Kolejne występy Dark Funeral odbyły się w Europie w ramach The Satanic Inquisition Tour w której wzięła także udział grupa Dimmu Borgir. 27 marca nakładem No Fashion Records ukazał się drugi minialbum zatytułowany Teach Children to Worship Satan. Na płycie znalazł się premierowy utwór „An Apprentice Of Satan” oraz interpretacje utworów z repertuaru zespołów Slayer, Mayhem, Sodom i King Diamond. Z kolei 18 lipca nakładem Hammerheart Records ukazało się wznowienie debiutanckiego minialbumu Dark Funeral pod zmienionym tytułem In the Sign...

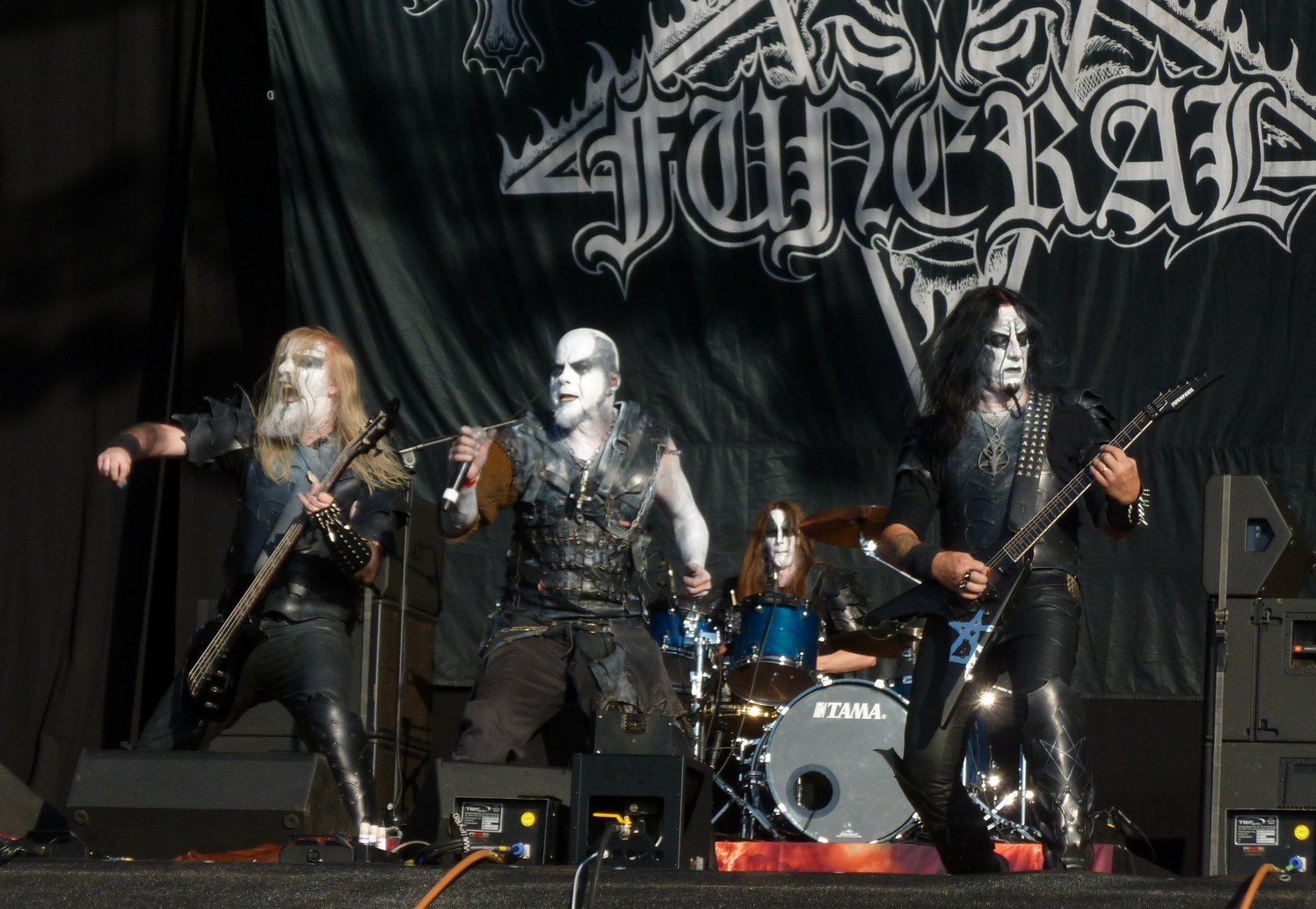
Dark Funeral, 2012

Następnie grupa wraz z Deicide, Immortal i Cannibal Corpse udała się w trasę koncertową pod nazwą No Mercy Festivals. W międzyczasie skład opuścił Lundin, którego zastąpił Matte Modin. Na przełomie stycznia i lutego 2001 roku w Abyss Studio zespół rozpoczął prace nad trzecim albumem studyjnym. Wydawnictwo pt. Diabolis Interium ukazało się 24 września 2001 roku. Po premierze muzycy dali szereg koncertów w Europie wraz z grupami Tidfall, Anorexia Nervosa oraz Ragnarok. W trakcie występów funkcję basisty objął Mikael Hedlund znany z występów w Hypocrisy. Kolejna trasa odbyła się w Stanach Zjednoczonych, grupa poprzedzała występy Cannibal Corpse, natomiast funkcję basisty objął Richard „Daemon” Cabeza. Pod koniec roku grupa wystąpiła w Japonii, na Tajwanie oraz w Singapurze. Wkrótce potem skład opuścił Matti „Dominion” Mäkelä, którego rok później zastąpił Bo „Chaq Mol” Karlsson. Pierwszy koncert w odnowionym składzie odbył się na Wacken Open Air 2003 w Niemczech. Następnie formacja występowała w Brazylii, Chile i Kolumbii. Kilka z koncertów zostało zarejestrowanych na potrzeby wydawnictwa koncertowego. Na początku roku muzycy podpisali kontrakt z Regain Records. Album ukazał się 19 kwietnia tego samego roku ukazał się koncertowy album zatytułowany De Profundis Clamavi Ad Te Domine. Natomiast latem grupa dała szereg koncertów podczas festiwali, w tym: Party San Festival, Tuska Open Air czy Nordic Rage Festival.
W grudniu 2004 roku zespół wystąpił w Izraelu, a następnie w Rosji oraz Ukrainie. 24 października 2005 ponownie dzięki Regain Records ukazał się czwarty album Dark Funeral pt. Attera Totus Sanctus. Podczas sesji partie gitary basowej zarejestrował Gustaf Hielm, muzyk związany poprzednio z formacją Meshuggah. Z kolei jako koncertowy basista do grupy dołączył Bennie „B-Force” Fors. Cieszące się popularnością wydawnictwo dotarło do 35. miejsca szwedzkiej list sprzedaży. W lutym 2006 roku Dark Funeral rozpoczął sześciotygodniową trasę po Europie pod nazwą Attera Orbis Terrarum Tour. W 2006 z uwagi na protest Ogólnopolskiego Komitetu Obrony przed Sektami zostały odwołane dwa koncerty grupy w Polsce w Łodzi i Katowicach. 15 października 2007 roku ukazała się pierwsza część DVD Dark Funeral pt. Attera Orbis Terrarum (Part 1). Na płycie znalazły się występy zarejestrowane w Tilburgu w Holandii, w Paryżu we Francji oraz Katowicach w Polsce. W międzyczasie skład opuścił Matte Modin, którego zastąpił Nils „Dominator” Fjellström. 20 października 2008 roku ukazała się druga część DVD – Attera Orbis Terrarum (Part 2). Na wydawnictwie znalazły się występy nagrane w Argentynie i Brazylii. Następnie zespół rozpoczął prace nad kolejnym albumem. Piąta płyta zatytułowana Angelus Exuro Pro Eternus ukazała się 18 listopada 2009 roku. Rok później skład opuścili Emperor Magus Caligula, Bennie „B-Force” Fors oraz Nils „Dominator” Fjellström. Rok później skład uzupełnili basista Tomas „Zornheym” Nilsson oraz wokalista Steve „Nachtgarm” Marbs. Do składu powrócił także Nils „Dominator” Fjellström. W 2014 roku Marbsa zastąpił Andreas „Heljarmadr” Vingbäck, znany z występów w zespole Cursed 13. Ponadto z Dark Funeral odszedł Nilsson w miejsce którego grupa zatrudniła Andreasa „Natta” Fröberga.

## Muzycy
| Obecny skład zespołu - Andreas „Heljarmadr” Vingbäck – śpiew (od 2014) - Bo „Chaq Mol” Karlsson – gitara (od 2003) - Micke „Lord Ahriman” Svanberg – gitara (od 1993) - Nils „Dominator” Fjellström – perkusja (2007-2010, od 2011) Muzycy koncertowi i sesyjni - Mikael Hedlund – gitara basowa (2001) - Lord K Philipson – gitara basowa (2001–2002) - Richard „Daemon” Cabeza – gitara basowa (2002–2005) - Gustaf Hielm – gitara basowa (2005, od 2016) | Byli członkowie zespołu - Paul „Themgoroth” Mäkitalo – śpiew, gitara basowa (1993-1996) - Tomas „Zornheym” Nilsson – gitara basowa (2011-2014) - Andreas „Natt” Fröberg – gitara basowa (2014-2016) - David „Blackmoon” Parland (zmarły) – gitara (1993-1996) - Matti „Dominion” Mäkelä – gitara (1998-2002) - Henrik „Typhos” Ekeroth – gitara (1996-1998) - Tomas „Alzazmon” Asklund – perkusja (1996-1998) - Joel „Draugen” Andersson – perkusja (1993-1994) - Peter „Equimanthorn” Eklund – perkusja (1994-1996) - Robert „Gaahnfaust” Lundin – perkusja (1998-2000) - Matte Modin – perkusja (2000-2007) - Bennie „B-Force” Fors – gitara basowa (2005-2010, 2014) - Steve „Nachtgarm” Marbs – śpiew (2011-2012) - Emperor Magus Caligula – śpiew (1995-2010, 2013-2014), gitara basowa (1995-2001) |

## Dyskografia
Albumy studyjne
| The Secrets of the Black Arts           | - Data: 28 stycznia 1996 - Wydawca: No Fashion Records  | –  | –  | –  | –  | –   |
| Vobiscum Satanas                        | - Data: 27 kwietnia 1998 - Wydawca: No Fashion Records  | –  | –  | –  | –  | –   |
| Diabolis Interium                       | - Data: 24 września 2001 - Wydawca: No Fashion Records  | 45 | –  | –  | –  | –   |
| Attera Totus Sanctus                    | - Data: 24 października 2005 - Wydawca: Regain Records  | 35 | –  | –  | –  | –   |
| Angelus Exuro Pro Eternus               | - Data: 18 listopada 2009 - Wydawca: Regain Records     | –  | –  | –  | –  | –   |
| Where Shadows Forever Reign             | - Data: 3 czerwca 2016 - Wydawca: Century Media Records | 31 | 49 | 38 | 44 | 197 |
| „–” oznacza, że album nie był notowany. |                                                         |    |    |    |    |     |

Albumy wideo
| Attera Orbis Terrarum (Part 1)          | - Data: 15 października 2007 - Wydawca: Regain Records | 5 |
| Attera Orbis Terrarum (Part 2)          | - Data: 20 października 2008 - Wydawca: Regain Records | – |
| „–” oznacza, że album nie był notowany. |                                                        |   |

Albumy koncertowe
| Tytuł                             | Dane dot. albumu                                   |
| --------------------------------- | -------------------------------------------------- |
| De Profundis Clamavi Ad Te Domine | - Data: 19 kwietnia 2004 - Wydawca: Regain Records |

Minialbumy
| Tytuł                                  | Dane dot. albumu                                      |
| -------------------------------------- | ----------------------------------------------------- |
| Dark Funeral                           | - Data: 4 maja 1994 - Wydawca: Hellspawn Records      |
| In the Sign...                         | - Data: 18 lipca 2000, - Wydawca: Hammerheart Records |
| Teach Children to Worship Satan        | - Data: 27 marca 2000 - Wydawca: No Fashion Records   |
| Under Wings of Hell (split z Infernal) | - Data: 25 maja 2002 - Wydawca: Hammerheart Records   |

Kompilacje
| Tytuł                                                  | Dane dot. albumu                                |
| ------------------------------------------------------ | ----------------------------------------------- |
| Originators of Northern Darkness – A Tribute to Mayhem | - Data: 2 maja 2001 - Wydawca: Avantgarde Music |

## Teledyski
| Tytuł                           | Rok  | Reżyseria          | Album                         | Źródło |
| ------------------------------- | ---- | ------------------ | ----------------------------- | ------ |
| „The Secrets Of The Black Arts” | 1996 | –                  | The Secrets Of The Black Arts | [ 9 ]  |
| „Atrum Regina”                  | 2005 | –                  | Attera Totus Sanctus          | [ 9 ]  |
| „My Funeral”                    | 2009 | Standard Film Team | Angelus Exuro Pro Eternus     | [ 29 ] |
| „Nail Them To The Cross”        | 2014 | Owe Lingvall       | Where Shadows Forever Reign   | [ 30 ] |
| „Unchain My Soul”               | 2016 | –                  | Where Shadows Forever Reign   | [ 31 ] |